# Chorisoblatta terricola
Chorisoblatta terricola är en kackerlacksart som beskrevs av Karlis Princis 1965. Chorisoblatta terricola ingår i släktet Chorisoblatta och familjen småkackerlackor.
Artens utbredningsområde är Tanzania. Inga underarter finns listade i Catalogue of Life.